# Erotica (Marta Savić)
Erotica är Marta Savićs elfte studioalbum, och gavs ut på Grand Production år 2006.

## Låtlista
1. Erotica (Erotik)
2. Brojiš me brojiš (Räkna mig räkna)
3. Papuče (Tofflor)
4. Da li to ljubav (Är det kärlek?)
5. Zbogom je suvišno (Adjö är överflödig)
6. Samo od brana (Endast från dammar)
7. Delo i nedelo (Lag och handling)
8. Nisi tu (Inte här)
9. Vernost je prevara (Trofasthet är en bluff) (Duett med Azis)
10. Nova godina (Nytt år)